# Lill-Hamptjärnen, Ångermanland
Lill-Hamptjärnen är en sjö i Sollefteå kommun i Ångermanland och ingår i Ångermanälvens huvudavrinningsområde.